# Państwowa Wyższa Szkoła Zawodowa w Sandomierzu
Państwowa Wyższa Szkoła Zawodowa w Sandomierzu – publiczna uczelnia zawodowa istniejąca w latach 2007–2016 w Sandomierzu na mocy rozporządzenia Rady Ministrów z dnia 29 sierpnia 2007 roku.

## Władze[2]
- Rektor – prof. dr hab. Antoni Gawron
- Dyrektor Instytutu Zdrowia – prof. dr hab. Anna Malm
- Dyrektor Instytutu Technicznego – prof. dr hab. Andrzej Kęsy
- Dyrektor Instytutu Humanistycznego – dr Małgorzata Górecka-Smolińska

## Historia
Państwowa Wyższa Szkoła Zawodowa w Sandomierzu została założona w 2007 roku i była pierwszą tego typu placówką w województwie świętokrzyskim. W tym samym roku utrzymała zezwolenie od Ministerstwa Nauki i Szkolnictwa Wyższego na otwarcie pierwszych kierunków: filologii i ogrodnictwa. Inicjatorami powstania nowej szkoły wyższej były władze samorządowe, kościelne oraz miejscowi posłowie i senatorowie. Na pierwszego rektora powołano prof. dra hab. Antoniego Gawrona.
Równocześnie z powstaniem uczelni rozpoczęła się współpraca z Uniwersytetem Marii Curie-Skłodowskiej, Uniwersytetem Przyrodniczym w Lublinie oraz Uniwersytetem Jana Kochanowskiego w Kielcach (ówcześnie Uniwersytet Humanistyczno-Przyrodniczy Jana Kochanowskiego). Bazę materialną sandomierskiej szkoły wyższej stanowi budynek, który został nieodpłatnie przeznaczany na cele dydaktyczne przez władze powiatu sandomierskiego.
27 października 2016 r. rektorzy PWSZ w Sandomierzu i Uniwersytetu Jana Kochanowskiego w Kielcach podpisali umowę o włączeniu sandomierskiej uczelni w struktury uniwersytetu, tego samego dnia senaty uczelni pozytywnie zaopiniowały wniosek rektorów do ministra nauki i szkolnictwa wyższego ws. zatwierdzenia fuzji. 16 grudnia tego samego roku minister nauki podpisał stosowne rozporządzenie, na mocy którego PWSZ w Sandomierzu została włączona do UJK z dniem 1 stycznia 2017 roku.

## Struktura i kierunki
Na strukturę PWSZ w Sandomierzu składały się trzy instytuty: Instytut Humanistyczny, Instytut Techniczny oraz Instytut Zdrowia.
PWSZ oferowała możliwość kształcenia na trzech kierunkach studiów pierwszego stopnia (studia licencjackie i inżynierskie).
- kosmetologia
- filologia: angielska, germańska
- mechatronika